# Purav Raja
Purav Raja (Bombaim, 7 de dezembro de 1985) é um tenista profissional indiano.

## ATP Tour finais

### Duplas: 2 (1 título, 1 vice)
| Legenda                           |
| --------------------------------- |
| Grand Slam (0–0)                  |
| ATP World Tour Finals (0–0)       |
| ATP World Tour Masters 1000 (0–0) |
| ATP World Tour 500 Series (0–0)   |
| ATP World Tour 250 Series (1–1)   |

| Títulos por Piso |
| ---------------- |
| Duro (1–1)       |
| Saibro (0–0)     |
| Grama (0–0)      |
| Carpete (0–0)    |

| Resultado | N. | Data             | Torneio                               | Piso     | Parceiro       | Oponentes                            | Placar             |
| --------- | -- | ---------------- | ------------------------------------- | -------- | -------------- | ------------------------------------ | ------------------ |
| Campeão   | 1. | 20 Julho 2013    | Claro Open Colombia, Bogotá, Colômbia | Duro     | Divij Sharan   | Édouard Roger-Vasselin Igor Sijsling | 7–6(7–4), 7–6(7–3) |
| Vice      | 1. | 8 Fevereiro 2015 | PBZ Zagreb Indoors, Zagreb, Croatia   | Duro (i) | Fabrice Martin | Marin Draganja Henri Kontinen        | 4–6, 4–6           |